# Copa da Liga Escocesa 1987–88
A Copa da Liga Escocesa de 1987-88 foi a 42º edição do segundo mais importante torneio eliminatório do futebol da Escócia. O campeão foi o Rangers F.C., que conquistou seu 15º título na história da competição ao vencer a final contra o Aberdeen F.C., pelo placar de 3 a 3.

## Premiação
| Copa da Liga Escocesa de 1987-88  |
| Escócia                           |
| --------------------------------- |
| Rangers F.C. Campeão (15º título) |